# Gérard Guazzini
Pour les articles homonymes, voir Guazzini.
Gérard Guazzini (né le 11 septembre 1966 à Martigues) est un coureur cycliste français, professionnel entre 1988 et 1994.

## Biographie
Champion de France amateur en 1987, Gérard Guazzini participe à un seul Tour de France, en 1994. Il reprend sa carrière amateur en 2010 au VS Gerzatois près de Clermont-Ferrand, club du meilleur junior français Pierre-Henri Lecuisinier. Son père Jean a lui aussi été coureur cycliste, mais seulement au niveau amateur. 

## Palmarès
- 1984
  - 2e du Tour PACA juniors
- 1986
  - 1re étape du Tour de Corrèze
  - 2e du Trophée de la Montagne bourbonnaise
  - 2e du championnat d'Auvergne sur route
  - 3e du Grand Prix de la Tomate
- 1987
  -  Champion de France sur route amateurs
  - Une épreuve de l'Essor basque
  - 3e du Grand Prix de la Tomate
  - 3e du Grand Prix de Blangy-sur-Bresle
- 1988
  - 5e étape du Tour de la Communauté européenne
- 1990
  - 3e du Tour du Canton de Dun-le-Palestel
- 1993
  - 3e du Tour du Haut-Var
- 1997
  - Trophée de la ville de Cusset
  - 2e du Tour du Lot-et-Garonne
  - 2e du Tour du Bourbonnais
  - 2e du championnat d'Auvergne sur route

## Résultat sur le Tour de France
1 participation 
- 1994 : hors délais (9e étape)